# Penitenciaría de los Estados Unidos, Victorville
La Penitenciaría de los Estados Unidos, Victorville, CA (UPS Victorville, por su nombre en inglés) es una prisión federal de máxima seguridad para reclusos varones. Es parte del Complejo Correccional Federal de Victorville (FCC Victorville, por su nombre en inglés) y es operado por la Agencia Federal de Prisiones, una división del Departamento de Justicia de los Estados Unidos.
Se ubica en Victorville, California, dentro de los límites de la ciudad y a 13 km al noroeste del centro de la misma, en un terreno que formó parte de la Base de la Fuerza Aérea George.

## Historia
USP Victorville abrió el 21 de octubre de 2004 como una prisión de máxima seguridad con un costo de $ 101,4 millones. Fue construida por la Compañía Constructora Hensel Phelp, de Irvine (California) y Crosby Group Design Firm, de Redwood City (California). Los sistemas de seguridad fueron diseñados por Buford Goff y Asociados, de Columbia (Carolina del Sur).

## Establecimiento
USP Victorville tiene 59,000 m² y está diseñada para albergar a 960 reclusos varones en seis unidades de vivienda. Consta de seis edificios en forma de V: las unidades 1 a 3 en el lado este y las unidades 4 a 6 en el lado oeste, unos enfrente de los otros. Estos y un edificio de mantenimiento más grande rodean un patio central con una torre en el medio. Seis torres adicionales se alinean a lo largo de la instalación que tiene una forma rectangular y está rodeada por una doble valla eléctrica letal, un muro de ladrillo de 2 m en su lado norte y una valla de protección visual en su lado oeste.
Las celdas tienen un tamaño aproximado de 4 × 2 m² y están equipadas con una litera, una combinación de lavabo e inodoro hecha de acero inoxidable y una mesa pequeña con un taburete fijo. Las celdas suelen estar ocupadas por dos reclusos y tienen aire acondicionado. La unidad administrativa y disciplinaria (SHU) puede albergar a 238 reclusos. Las celdas de la unidad disciplinaria cuentan con duchas y son ocupadas por tres reclusos cuando hay sobrepoblación, teniendo que dormir en el suelo uno de los ocupantes.

## Vida de los reclusos
Los reclusos tienen acceso al programa de correo electrónico basado en texto conocido como TRULINCS (Trust Fund Limited Inmate Communication System: Sistema de Comunicación de Reclusos Limitado del Fondo Fiduciario). Solo se les permiten 13,000 caracteres por correo electrónico y no se pueden enviar, recibir ni ver archivos adjuntos. Los reclusos no pueden poseer más de dos periódicos, 10 revistas y 25 cartas en sus celdas. Se les permite realizar llamadas telefónicas a un máximo de 30 números aprobados, las cuales están restringidas a 15 minutos por llamada y cinco horas al mes. Los reclusos pagan sus llamadas telefónicas a través de sus cuentas fiduciarias. Los reclusos pueden comprar comida, artículos de higiene y ropa adicionales en la comisaría por un máximo de $ 290 al mes.
Los reclusos se cuentan de 5 a 6 veces al día: a las 12:01 a. m., 3:00 a. m., 5:00 a. m., 4:00 p. m. —conteo de pie—, 10:00 p. m. y 10:00 a. m. —los fines de semana y días festivos. Las labores comienzan a las 4:30 a. m. Los reclusos deben levantarse a las 7:30 a. m. y estar en sus celdas a las 10:00 p. m.

## Incidentes de muertes violentas
El 11 de abril de 2005, el recluso de Scott Fischer fue acuchillado fatalmente por otro recluso, debido a una disputa sobre tabaco por un valor menor a $ 10.
El 12 de agosto murió el recluso Tony Richard Padilla por heridas provocadas durante una pelea con otro recluso.
La tarde del 13 de mayo de 2009 varios reclusos atacaron al recluso Gregory Francis Ritter, quien murió a causa de las heridas.
El 1 de octubre de 2013, el recluso Javier Sanders fue encontrado muerto a golpes en su celda. El 13 de noviembre del mismo año, David Snow de 53 años, expresidente de la Hermandad Aria de Ohio, fue encontrado muerto a golpes. Al día siguiente, David Serra de 40 años, fue encontrado muerto en lo que se determinó fue un suicidio. Serra había estado en la prisión por solo cinco meses y cumplía una sentencia de 30 años por asesinato en segundo grado y uso mortal de un arma de fuego.
El 21 de junio de 2014 dos internos fueron asesinados en la prisión: Brian Kountz de 24 años y Robert Howard Ferguson de 49, ambos condenados a 80 meses en prisión. Tres días después Daniel Casto fue identificado como sospechoso y colocado en una unidad de vivienda restringida dentro de la penitenciaría.
Los incidentes graves de violencia en las prisiones federales son investigados por el FBI.

## Reclusos notables
| Nombre                     | Estatus | Detalles |
| -------------------------- | --- | --- |
| Mutulu Shakur              | Condenado a 60 años en prisión con posibilidad de libertad condicional desde 2016. Transferido a la Granja penal de Lexington. | Uno de los seis miembros del Ejército Negro de Liberación que perpetró el robo a un camión blindado de Brinks en 1981. |
| Gerardo Hernandez          | Sentenciado a una vida en prisión en 2001. Indultado por el presidente Barack Obama en 2014.                                   | Líder de la red de espías de los Cuban Five. Sentenciado por conspiración para cometer asesinato y espionaje, por enviar información clasificada a funcionarios de inteligencia cubanos, quienes la utilizaron para derribar un avión pilotado por cuatro miembros del grupo anticastrista Hermanos al Rescate. |
| Javier Vasquez-Velasco     | Sentenciado a una vida en prisión. Será elegible a libertad condicional desde 2049.                                            | Antiguo guardaespalda del capo hondureño Ramón Matta Ballesteros. Sentenciado en 1990 por asesinato en adición a conspiración para asesinar, por haber matado a dos turistas que confundió por agentes de la DEA; sospechoso de participar en el secuestro y asesinato del agente de la DEA Enrique Camarena Salazar en 1985. |
| Augustin Zambrano          | Cumpliendo una condena de 60 años, hasta el 2062                                                                               | Líder o "Corona" de los Latin Kings de Chicago, señalado después del arresto y encarcelamiento de Gustavo Colón. Encontrado culpable de realizar crimen organizado por dirigir un empresa de narcotráfico involucrada en asesinados, intentos de asesinato, asaltos y extorsión. |
| George Flores              | Cumpliendo una condena de 30 años, hasta el 2038.                                                                              | Líder de la banda callejera Varrio Hawaiian Gardens en California. Arrestado en 2009 durante la Operación Knockout, la más grande limpieza de pandillas en la historia de los Estados Unidos. Hallado culpable en 2010 de dirigir crímenes como tráfico de drogas, secuestro, robo de carros y asesinatos. |
| Donny Love                 | Ahora en la USP Hazelton | Encarcelado en 2011 por usar un arma de destrucción masiva y otros cargos, luego de dirigir el bombardeo al Juzgado de Edward J. Schwartz en San Diego, California. Tres cómplices recibieron sentencias menores. |
| Lenny Dykstra              | Sentenciado a 3 años en prisión. Liberado a los 6 y medio meses en julio de 2013.                                              | Antiguo jugador de las Grandes Ligas de Béisbol. Acusado de 25 delitos menores y delitos graves como robo de autos, robo de identidad, presentar declaraciones financieras falsas y posesión de cocaína, éxtasis y la hormona de crecimiento humano conocida como somatropina. Se declaró nolo contendere a los delitos de robo de carros y presentar declaraciones financieras falsas a cambio de que los cargos de posesión de droga fueran retirados. |
| Tony Hernández             | Cumpliendo una vida en prisión.                                                                                                | Narcotraficante hondureño, antiguo diputado y hermano del expresidente Juan Orlando Hernández. Hallado culpable en 2019 por tráfico de drogas y armas de fuego, y dar falso testimonio. |
| Hugo Cesar Roman-Chavarria | Cumpliendo una vida en prisión.                                                                                                | Miembro de alto rango del cártel mexicano de Los Zetas y conocido como "El Vecino". Durante su juicio varios testigos lo señalaron como participante clave en la masacre de cientos de hombres, mujeres y niños en la ciudad mexicana de Allende (Coahuila). Sentenciado en 2021. |